# کاسکین بال‌زرین
کاسکین بال‌زرین (نام علمی: Cacicus chrysopterus) گونه‌ای از پرندگان تیرهٔ سیاه‌پرگان (Icteridae) است. در آرژانتین، بولیوی، برزیل، پاراگوئه و اروگوئه یافت می‌شود.
زیستگاه طبیعی آن جنگل‌های جلگه‌ای نمناک نیمه‌گرمسیری یا گرمسیری و جنگل‌های کوهستانی نمناک نیمه‌گرمسیری یا گرمسیری است.